# Château de Paroy
Le Château de Paroy est un château situé sur la commune de Paroy dans le département français du Doubs, en Franche-Comté.

## Localisation
Le château est situé au centre du village de Paroy.

## Histoire
Le château était situé sur la seigneurie des princes d'Orange.
Le parc est aménagé entre 1901 et 1912.
Le château bénéficie d'une inscription au titre des monuments historiques depuis le 7 octobre 2004 pour son corps de logis, ses communs et les deux portails en fer forgé.

## Architecture
Le corps de logis du château est entouré de part et d'autre par des communs, auxquels est adjoint un cellier au XVIIe siècle.
Le corps de logis présente des décors remaniés aux XVIIIe et XIXe siècles. Il possède également un escalier en bois dont la rampe est en fer forgé ; certaines pièces de l'étage sont lambrissées. Le château possède également des cheminées en marbre du XVIIIe siècle.